# Krasnosselskoïe (oblast de Léningrad)
Krasnoselskoïe (finnois : Kyyrölä, russe : Красносельское) est une localité rurale  dans le Raïon de Vyborg dans l'isthme de Carélie en Russie.